# 3409-es busz
A 3409-es jelzésű autóbuszvonal egy Eger és Borsodnádasd között húzódó helyközi vonal, amelyet a MÁV Személyszállítási Zrt. üzemeltet munkanapokon, Bekölce érintésével.

## Útvonala
Eger autóbusz-állomásról indul. A 25-ös főútra kanyarodik ki, Ózd felé indul el. Először a belvároson halad át, majd Felnémeten, az egykori önálló községen. Első települését, Szarvaskőt 11 kilométer múlva éri el. A vonal 20. kilométerénél Egercsehi található, a bükki községnek bányatelepi része minden alkalommal érintett, viszont ezen irányú közlekedése a falu megálló érintésével, ellentétes irányban a bányatelep iskola megálló felkeresésével történik. 5 perc múlva Bekölcére érkezik (ellentétes irányban egyik indítás csak eddig robog Borsodnádasdról), majd a már borsodi várost először a 25 105-ös mellékúton, utána a 25-ös főúton közelíti meg, A Petőfi téri fordulójánál végállomásozik.
Ellentétes irányban útvonala változatlan.

## Közlekedése
Indításszáma alacsony, kizárólag munkanapokon közlekedik.
| Viszonylat                                           | Indításszám     | Közlekedési rend |
| ---------------------------------------------------- | --------------- | ---------------- |
| Eger, aut. áll. – Borsodnádasd, Petőfi tér ford.     | 3 oda, 1 vissza | munkanapokon     |
| Borsodnádasd, Petőfi tér ford. ➝ Bekölce, aut. ford. | 1 oda           | munkanapokon     |

## Megállóhelyei
| 0                              | Eger, autóbusz-állomás végállomás                    | 0.0 km  | 2, 2A, 4, 5, 5A, 6, 7, 7A, 11, 12, 14, 14E, 16, 17, 112, 914 1049, 1050, 1051, 1053, 1054, 1343, 1344, 1346, 1347, 1348, 1349, 1351, 1352, 1362, 1380, 1383, 1426, 1427, 1428, 1447, 1466, 1468, 1517 3400, 3402, 3403, 3405, 3406, 3407, 3408, 3410, 3411, 3412, 3414, 3415, 3416, 3417, 3418, 3419, 3420, 3423, 3424, 3426, 3430, 3431, 3432, 3433, 3434, 3435, 3440, 3441, 3442, 3443, 3444, 3445, 3446, 3448, 3450, 3455, 3456, 3457, 3458, 3462, 3469, 3470, 3471, 3472, 3473, 3474, 3476, 3479, 3480, 3481, 3482, 3483, 3484, 3488, 3604, 3660, 3667, 4012, 4014, 4015, 4157 |
| 1                              | Eger, Bartakovics út                                 | 1.0 km  | 4, 13, 113 1347, 1349, 1351, 1352, 1447 3400, 3402, 3403, 3404, 3408, 3410, 3411, 3412, 3435, 3454, 3470, 3471, 3472, 3473, 3474, 3476, 3479, 3481, 3482, 3483, 3484, 3488, 4157 |
| 2                              | Eger, Kővágó tér                                     | 2.5 km  | 4, 7, 11, 13, 14, 14E, 17, 113 1051, 1053, 1054 3400, 3402, 3403, 3404, 3408, 3410, 3411, 3412, 3435, 3454, 3481, 4157 |
| 3                              | Eger, Nagylapos                                      | 3.7 km  | 4, 11, 14, 14E, 16, 914 1053, 1054 3400, 3402, 3403, 3404, 3405, 3408, 3410, 3411, 3412, 3414, 3435, 3481, 4157 |
| 4                              | Eger-Felnémet, felsőtárkányi elágazás                | 4.7 km  | 4, 11, 14, 14E, 16, 914 1053 3400, 3402, 3403, 3404, 3405, 3408, 3410, 3411, 3412, 3414, 3435, 3481, 4157 személyvonat – Eger-Felnémet [87.] |
| 5                              | Eger, Almár vasúti megállóhely                       | 7.2 km  | 3400, 3402, 3403, 3404, 3408, 3410, 3411, 3412, 3481, 4157 személyvonat – Almár [87.] |
| 6                              | Almár, hobbitelkek                                   | 10.2 km | 3400, 3402, 3403, 3404, 3408, 3410, 3411, 3412, 3481, 4157 |
| 7                              | Szarvaskő, újtelep                                   | 11.8 km | 3400, 3402, 3403, 3404, 3408, 3410, 3411, 3412, 3481, 4157 |
| 8                              | Szarvaskő, központ                                   | 12.4 km | 1051, 1054 3400, 3402, 3403, 3404, 3408, 3410, 3411, 3412, 3481, 4157 személyvonat – Szarvaskő [87.] |
| 9                              | Mónosbéli elágazás                                   | 13.5 km | 3400, 3402, 3403, 3404, 3408, 3410, 3411, 3412, 3481, 4157 |
| 10                             | Villói tanya                                         | 19.8 km | 3400, 3403, 3481 |
| 11                             | Egercsehi, bekölcei elágazás                         | 21.1 km | 1051 3400, 3403, 3481, 3484, 3485 |
| Munkanapokon 1 indítás érinti. |                                                      |         | |
| ∫                              | Egercsehi, falu                                      | ∫       | 3400, 3403, 3481, 3484, 3485 |
| 11                             | Egercsehi, bekölcei elágazás                         | 21.1 km | 1051 3400, 3403, 3481, 3484, 3485 |
| 12                             | Egercsehi, Egri út 67.                               | 22.0 km | 3400, 3403, 3481, 3484, 3485 |
| 13                             | Egercsehi, bányatelep autóbusz-váróterem             | 23.0 km | 1051 3400, 3403, 3481, 3484, 3485, 3488 |
| Az Eger felőliek érintik.      |                                                      |         | |
| 14                             | Egercsehi, Egri út 67.                               | 24.0 km | 3400, 3403, 3481, 3484, 3485 |
| 15                             | Egercsehi, bekölcei elágazás                         | 24.9 km | 1051 3400, 3403, 3481, 3484, 3485 |
| 16                             | Egercsehi, falu (↓) Egercsehi, bányatelep iskola (↑) | 25.9 km | 3400, 3403, 3481, 3484, 3485 |
| 17                             | Egercsehi, Csónak út                                 | 27.3 km | 3400, 3403, 3481, 3485 |
| 18                             | Bekölce, központ                                     | 29.5 km | 3400, 3403, 3404, 3481, 3485 |
| 19                             | Bekölce, Akác úti átjáró                             | 30.1 km | 3400, 3403, 3404, 3485 |
| 20                             | Bekölce, autóbusz-forduló vonalközi végállomás       | 31.0 km | 3400, 3403, 3404, 3481, 3485 |
| 21                             | Bekölce, lovastanya                                  | 30.4 km | – |
| 22                             | Hasznositelep bejárati út                            | 35.8 km | – |
| 23                             | Borsodnádasd, temető                                 | 36.3 km | – |
| 24                             | Borsodnádasd, autóbusz-váróterem                     | 36.7 km | 1031, 1034, 1051, 1384 3404 |
| 25                             | Borsodnádasd, művelődési otthon                      | 37.0 km | 3404, 3770, 4180 |
| 26                             | Borsodnádasd, Zsóberke                               | 37.5 km | 3404, 3770, 4180 |
| 27                             | Borsodnádasd, Faragótelep                            | 37.9 km | 3404, 3770, 4180 |
| 28                             | Borsodnádasd, gyógyszertár                           | 38.9 km | 3404, 3770, 4180 |
| 29                             | Borsodnádasd, Petőfi tér forduló végállomás          | 39.7 km | 3404, 3770, 4180 |